# Gendarmstien
Der Gendarmstien (deutsch Gendarmenpfad) ist ein etwa 84 Kilometer langer, teils unbefestigter Wanderweg und ehemaliger Pfad zur Überwachung der deutsch-dänischen Grenze in der Region Sønderjylland-Schleswig. Der Pfad verläuft von Padborg (nordwestlich von Flensburg) bis nach Høruphav (am Höruper Haff östlich von Sønderborg) größtenteils entlang der Flensburger Förde. Ein Teil des Weges gehört zum europäischen Fernwanderweg E6.
Der Gendarmstien ist einer der wenigen Wanderwege in Dänemark, die in unmittelbarer Nähe zur Küste verlaufen, weshalb er als einer der landschaftlich attraktivsten Dänemarks gilt. Entlang der Strecke finden sich historische Denkmäler, unterschiedliche Landschaften und Aussichtspunkte. Auf der deutschen Seite der Förde wird der Weg seit 2015 durch den Fördesteig ergänzt.

## Geschichte
Der Gendarmstien wurde nach der dänischen Grenzgendarmerie (Grænsegendarmeriet) benannt, ein 1839 gegründetes Korps, das zunächst als Det Holstenske Grænsegendarmerie entlang der Elbe nördlich von Hamburg patrouillierte. 1864 erst für eine kurze Zeit an der Eider eingesetzt, verschob sich das Einsatzgebiet nach dem Deutsch-Dänischen Krieg an die Kongeå und nach der Volksabstimmung in Schleswig 1920, in dessen Folge Nordschleswig mit Dänemark vereinigt wurde, an die Scheidebek (Skelbækken) und ans Nordufer der Flensburger Förde. Dort bewachte die Gendarmerie von 1920 bis 1958 Tag und Nacht die Landesgrenze und kontrollierte die Schifffahrt zwischen Dänemark und Deutschland. Die dänischen Grenzgendarme nutzten den Gendarmstien für Patrouillengänge, die sie abschnittsweise zu Fuß zurücklegten. An einigen Abschnitten waren bereits Wege vorhanden, an anderen wurden dafür neue Wege angelegt, die zum Teil über private Grundstücke führten. 1959 übernahm die dänische Polizei die Grenzüberwachung, die sie nun vor allem abseits des Weges mit Kraftfahrzeugen durchführte.
1988 erkannte das Sønderjyllands Amt, dass der alte Weg eine Touristenattraktion darstellte. Zusammen mit staatlichen Behörden und den Kommunen ging das Amt dazu über, den alten Streckenverlauf mit Schildern zu markieren und Informationstafeln aufzustellen. Auf den Schildern ist ein blauer Gendarm abgebildet, der an die blaue Uniform erinnern soll.

## Grenzsteine
280 Grenzsteine legen die Landesgrenze zwischen Dänemark und Deutschland seit 1920 fest. Diese wurden nummeriert, um den Standort präzise zu bestimmen. Die ersten 49 dieser Grenzsteine befinden sich auf dem Gendarmstien. Der auf den Steinen abgebildete Buchstabe D stand für Dänemark, DR, P für das Deutsche Reich, Preußen. Am ersten und am letzten Stein ist zusätzlich das Datum 15-06-1920 abgebildet, womit an die Dänische Wiedervereinigung erinnert werden soll.

## Erdtelefon
Am Grenzübergang Rønsdam in der Gemeinde Bov kann man mittels Erdtelefon grenzüberschreitend Kontakt aufnehmen. Ein Anschluss steht in Dänemark, der andere in Deutschland.

## Streckenverlauf

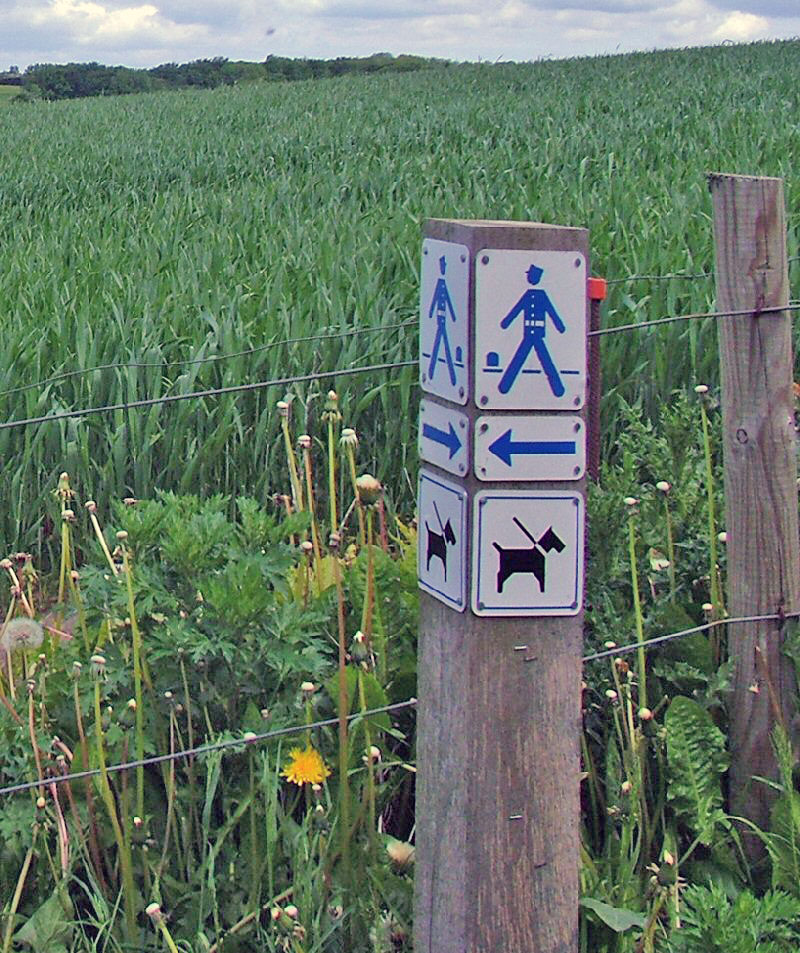
Markierung am Gendarmstien

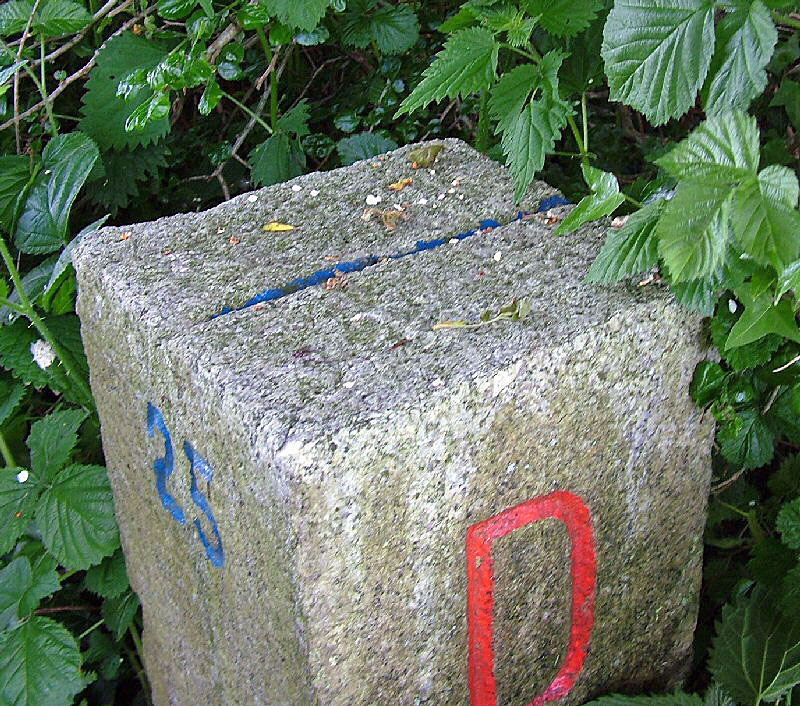
Grenzstein zwischen Dänemark und Deutschland. Die obere Rille markiert die eigentliche Grenze.

Der Gendarmstien ist in fünf Tages-Etappen (von West nach Ost) eingeteilt:
- Berg-Etappe (von Padborg nach Sønderhav)[6]
- Ziegel-Etappe (von Sønderhav nach Brunsnæs)[7]
- Krähe-Etappe (von Brunsnæs nach Gammelmark)[8]
- Strand-Etappe (von Gammelmark nach Høruphav)[9]
- Mühlen-Etappe (von Høruphav nach Skovby)[10]

Im Verlauf des Gendarmstiens stehen 28 Rastplätze zur Erholung bereit. Der Wanderweg führt in Wegrichtung von West nach Ost vorbei an folgenden Gemeinden, Siedlungen und Sehenswürdigkeiten:
In der Aabenraa Kommune
- Padborg (Oldemorstoft)
- Bov
- Kruså
- Kollund (Kollunder Wald)
- Sønderhav (Annies Kiosk)
- Rinkenæs: Sandager

In der Sønderborg Kommune
- Egernsund (Egernsundbroen)
- Rendbjerg (Yachthafen Marina Minde)
- Broager: Brunsnæs, Iller (mit dem Ziegeleimuseum Cathrinesminde), Kragesand, Stensigmose
- Dybbøl (Düppeler Schanzen, Historiecenter Dybbøl Banke, Düppeler Mühle)
- Sønderborg (Kong Christian den X’s Bro, Schloss Sonderburg)
- Høruphav (am Höruper Haff)

## Zusatzstrecke Fördesteig
Seit 2015 kann auf der deutschen Seite der Flensburger Förde zusätzlich der Fördesteig bewandert werden. Der gegenüber dem Gendarmstien etwas längere Weg hat eine Länge von 95 Kilometern. Dieser neu ausgeschilderte Küstenwanderweg ist zwar nie von Grenzern genutzt worden, führt aber an bedeutsamen Kulturdenkmälern wie dem Nordertor, der Marineschule Mürwik (Rotes Schloss am Meer) oder dem Schloss Glücksburg vorbei. Ausgehend von Ost nach West beginnt der Wanderweg nördlich von Kappeln beim Leuchtturm Falshöft. Weiter geht es über die Geltinger Birk, Habernis, Langballigau, Bockholm, Holnis weiter nach Glücksburg und Flensburg-Mürwik. Von dort gelangt der Wanderer über Sonwik und dem Volkspark zum Flensburger Hafen. Als Nächstes wird die Hafenspitze umrundet, womit das andere Fördeufer erreicht wird. Im letzten Streckenabschnitt geht es Richtung Wassersleben/Grenzübergang Schusterkate, wo wiederum der Gendarmenstien verläuft.